# François Gianolla
François Gianolla, né le 31 juillet 1907 à Montignies-sur-Sambre (province de Hainaut) et mort 29 octobre 1990 à Nalinnes, est un dessinateur, poète, chanteur, compositeur, interprète et auteur de bande dessinée belge.

## Biographie
François Jean Ghislain Gianolla naît le 31 juillet 1907 à Montignies-sur-Sambre,. 
Il est le fils d'un père suisse et d'une mère wallonne. Il grandit dans le quartier des mineurs de Neuville, Marcinelle et Nalinnes. Dès son plus jeune âge, il s'intéresse au dessin, à la musique et à la vie des gens ordinaires qu'il voit travailler quotidiennement. Il a écrit un jour, : « C'était comme une terreur que j'éprouvais face à des êtres qui me semblaient surnaturels. En admirant instinctivement le courage de ces hommes, je m'étais juré de les montrer au public par des illustrations que je m'efforcerais de rendre parlantes et sincères. J'ai connu la misère, mais aussi la grandeur du travailleur : il était mon horizon. ». Il est diplômé de l’École normale provinciale du Hainaut. Ensuite, il étudie le dessin et la peinture à l'académie royale des beaux-arts de Bruxelles. Après avoir obtenu son diplôme, il devient illustrateur et retoucheur dans un atelier d'héliogravure. Ensuite, il devient l'artiste du personnel du mouvement Jeunesse ouvrière chrétienne. Il se spécialise dans les illustrations, les caricatures et les bandes dessinées. Il est également chef d'une subdivision pour les jeunes travailleurs.

### Fred et Mile
En 1931, Hergé crée la bande dessinée humoristique Fred et Mile pour Mon Avenir, un magazine catholique destiné à préparer les adolescents à un métier de simple ouvrier car à l'époque on pouvait encore légalement quitter l'école à 14 ans et trouver un emploi. Les personnages, deux garçons voyous, ressemblent beaucoup à la création antérieure d'Hergé, Quick et Flupke, parue dans Le Petit Vingtième,. Après deux épisodes, Hergé abandonne la série pour des raisons inconnues.
En 1932, François Gianolla reprend la série Fred et Mile pour le même périodique. En 1936, une traduction néerlandaise, Fred en Miel, paraît dans la version néerlandaise de Mon Avenir : Onze Toekomst : Het Blad Dat Voorbereidt Tot Den Arbeid. Il leur adjoint le personnage de Bob, un autre enfant qui devient finalement un personnage principal nécessitant un changement de titre en 1938 : Fred, Mile et Bob. La série change de genre pour devenir une bande dessinée d'aventure. Elle est également publiée dans d'autres magazines catholiques comme La Cité Nouvelle et L'Avant-Garde. En 1939, Fred, Mile et Bob paraît en album, publié aux éditions Achille Faux à Charleroi. Le deuxième album de la série devient le tout premier album de bande dessinée édité par Dupuis, la société éditrice du journal de Spirou. Il paraît en 1940 et porte le très long titre : Les Aventures en Afrique de Fred, Mile et Bob, Gamins Belges. Il est traduit en néerlandais sous le titre Jef, Dolfke et Rob, Rakkers Zonder Vaar de Vrees. Un troisième album, Mousquetaires de 16 ans, sort chez SPES en 1954.
Déjà lorsque Hergé anime la série Fred et Mile qui est à bien des égards très similaire à celle Quick et Flupke, la reprise va cependant créer la polémique car Gianolla imite un peu trop la ligne claire d'Hergé. Les personnages ont les mêmes caractéristiques physiques que Tintin, et l'aventure de Fred, Mille et Bob en Afrique partage de nombreuses ressemblances avec Tintin au Congo. Même le léopard qui les accompagne est clairement calqué sur le léopard qui interrompt le cours de mathématiques de Tintin dans ce même album. La plupart des lecteurs ont supposé à tort qu'Hergé avait dessiné la série. En 1940, il abandonne Fred et Mile, essentiellement à cause de la Seconde Guerre mondiale, bien que certaines sources suggèrent qu'il aurait pu le faire sous la pression d'Hergé. Depuis, il s’éloigne de la bande dessinée. En conséquence, son travail de pionnier tombe dans l’oubli. Les séries Quick et Flupke, Fred et Mile ont cependant jeté les bases de nombreuses bandes dessinées belges pour enfants à partir des années 1930.

### Après la Seconde Guerre mondiale
François Gianolla réalise également Les Pages du Roi Richard, publié aux éditions SPES ainsi que de nombreuses affiches pour des manifestations de masse dans un style ressemblant à celui de Frans Masereel. Peu de temps après la Seconde Guerre mondiale, il travaille comme caricaturiste pour le Katholieke Werkliedenbeweging (le mouvement ouvrier catholique) et une organisation chrétienne. Entre 1946 et 1960, il partage la plupart de son temps entre Paris, la Suisse et Charleroi, créant des centaines de dessins pour différents journaux et magazines, parmi lesquels Le Soir Illustré. Il signe parfois simplement FG ou FGianolla. Après s'être installé à Charleroi au début des années 1960, il se lie d'amitié avec Félicien Barry, président de l'Association littéraire wallonne de Charleroi, et devient illustrateur pour son mensuel El Bourdon. Il écrit également divers poèmes, pièces de théâtre, romans et chansons en français et en dialecte wallon, tous sur la vie des mineurs. Ses poèmes sont recueillis dans l'ouvrage Sang du Pays Noir. Dans l’église de Nalinnes-Haies, il réalise à la fin de sa vie une sorte de chemin de croix en quatorze dessins qui accordent, outre la thématique traditionnelle, une place importante au décor fait de paysages industriels,.

### Décès
Il meurt le 29 octobre 1990 à Nalinnes, à l'âge de 83 ans,.

## Œuvre

### Albums de bande dessinée

#### Fred, Mile et Bob
- 1. Les Aventures de Fred et Mile préjocistes[7], Achille Faux, Charleroi, s.d.
Scénario et dessin : François Gianolla - Couleurs : monochromie
- 2. Les Aventures en Afrique de Fred, Mile et Bob, gamins belges[8], Dupuis, Marcinelle, 1940
Scénario et dessin : François Gianolla - Couleurs : monochromie
- 3. Les Aventures de Fred, Mile et Bob - Mousquetaires de 16 ans[9], SPES, 1954
Scénario et dessin : François Gianolla - Couleurs : bichromie

### Expositions
Une exposition des dessins de François Gianolla organisée par l'association Cenforsoc Mémoire ouvrière se tient au château de Monceau-sur-Sambre du 10 au 13 mai 2001 ainsi qu'une exposition de ses affiches a eu lieu au KADOC, le centre de documentation et de recherche de l'université de Louvain du 21 octobre 2021 au 30 janvier 2022.

#### Livres
: document utilisé comme source pour la rédaction de cet article.
- Frans Lambeau, « Gianolla (François) », dans Dictionnaire illustré de la bande dessinée belge sous l'Occupation, Bruxelles, André Versaille, 2013, 334 p., ill. ; 21 cm (ISBN 978-2-87495-140-4 et 2874951404, OCLC 851512115, présentation en ligne), p. 128-129.

#### Articles
- Olivier Collot, « Charleroi Trente dessins originaux de l'artiste mis en vente Gianolla, chantre et peintre du Pays noir », Le Soir,‎ 3 mai 2001 (lire en ligne , consulté le 14 novembre 2023).